# Stejneger Peak
Der Stejneger Peak ist ein 185 m hoher, markanter und felsiger Berg auf Bird Island vor der nordwestlichen Spitze Südgeorgiens. Er ragt am Kopfende der Evermann Cove auf.
Wissenschaftler der von der University of Cambridge durchgeführten South Georgia Biological Expedition (1958–1959) nahmen Vermessungen vor. Das UK Antarctic Place-Names Committee benannte ihn 1960 nach dem US-amerikanischen Zoologen Leonhard Stejneger (1851–1943), der im 19. Jahrhundert bedeutende Untersuchungen zu den Pelzrobben und Vögeln auf den Inseln im Beringmeer durchgeführt hatte und 1896 Mitglied der britisch-US-amerikanischen Kommission zur Untersuchung der Pelzrobben im Beringmeer war.